# Byen med de mange tage
Byen med de mange tage er en dansk dokumentarfilm fra 1981 med instruktion og manuskript af Morten Arnfred.

## Handling
Denne artikel mangler et handlingsreferat. Hjælp os med at skrive det.